# L'illustration horticole
L'illustration horticole (abreviado Ill. Hort.) fue una revista con descripciones botánicas que fue editada por el botánico francés Charles Antoine Lemaire y publicada en Bruselas en 43 volúmenes entre los años 1854 - 1896. Fue su editor desde el año 1854 y ocupó este cargo durante dieciséis años hasta el año 1870.